# Torrpedorr
Torrpedorr var en dansk rap-gruppe, der stod bag hittet "Lommen fuld af guld", der blev ugens uundgåelige på DR's radiokanal P3. Torrpedorr bestod af rapperne DeubleE og RalleMouze og produceren Adam Sampler. 
Gruppens debutalbum, Blomsterbørns Monsterbørn, udkom i februar 2008 og modtog to ud af seks stjerner i musikmagasinet GAFFA.https://gaffa.dk/anmeldelser/2008/februar/releases/torrpedorr-blomsterborns-monsterborn/ Torrpedorr - Blomsterbørns Monsterbørn]. GAFFA. Hentet 6/8-2024</ref>
Efter RalleMouz døde i 2011 stoppede Torrpedorr.

## Diskografi
- Lommen Fuld Af Guld - EP (2007)
- Blomsterbørns Monsterbørn (2008)[2]
- Grovsmask + (2009)
- Sjollerkomiteen (2011)